# Hylyphantes
Hylyphantes Simon, 1884 è un genere di ragni appartenente alla famiglia Linyphiidae.

## Caratteristiche
Dall'aspetto esteriore i due sessi sono alquanto simili, solo un'analisi visiva dei genitali riesce a discriminarli. Si distinguono inoltre da generi affini degli Erigoninae per la presenza nella femmina di una coppia di dotti copulatori a forma di spirale; nei maschi si riscontra un embolo turbinato, cioè di forma simile alle coane nasali di un essere umano.

## Distribuzione
Le sei specie oggi attribuite a questo genere sono state reperite in varie località della regione paleartica, e dell'Asia sudorientale: la specie dall'areale più vasto è la H. graminicola, reperita in varie località dell'intera regione paleartica.
In Italia sono stati rinvenuti esemplari di H. nigritus nella zona peninsulare e di H. graminicola nella sola Italia settentrionale

## Tassonomia
Considerato un sinonimo anteriore di Erigonidium, Smith, 1904 a seguito di un lavoro dell'aracnologo Wunderlich del 1970.
A dicembre 2011, si compone di sei specie:
- Hylyphantes birmanicus (Thorell, 1895) — Myanmar
- Hylyphantes geniculatus Tu & Li, 2003 — Cina
- Hylyphantes graminicola (Sundevall, 1830) — Regione paleartica
- Hylyphantes nigritus (Simon, 1881)[6] — Regione paleartica
- Hylyphantes spirellus Tu & Li, 2005 — Cina
- Hylyphantes tanikawai Ono & Saito, 2001 — Isole Ryukyu

### Sinonimi
- Hylyphantes fasciatus (Thorell, 1898); esemplari trasferiti qui dal genere Erigone Audouin, 1826, a seguito di uno studio dell'aracnologo Tanasevitch del 2010 sono stati riconosciuti sinonimi di H. birmanicus (Thorell, 1895)[2]
- Hylyphantes hua (Dönitz & Strand, 1906); esemplari trasferiti qui dal genere Erigone, a seguito di uno studio dell'aracnologo Eskov del 1992, e passando prima per l'ex-genere Erigonidium, sono stati posti in sinonimia con H. graminicola (Sundevall, 1830).
- Hylyphantes orientalis (Simon, 1909); esemplari trasferiti qui dal genere Erigone, a seguito di uno studio degli aracnologi Tu & Li del 2004, sono stati posti in sinonimia con H. graminicola (Sundevall, 1830).
- Hylyphantes tonkina (Simon, 1909); esemplari trasferiti qui dal genere Erigone, a seguito di uno studio degli aracnologi Tu & Li del 2004, sono stati posti in sinonimia con H. graminicola (Sundevall, 1830).
- Hylyphantes yunnanensis (Schenkel, 1963); esemplari trasferiti qui dal genere Tmeticus Menge, 1868, a seguito di uno studio degli aracnologi Tu, Li & Rollard del 2005, sono stati posti in sinonimia con H. graminicola (Sundevall, 1830).

### Specie trasferite
- Hylyphantes naniwaensis (Oi, 1960); trasferita al genere Mermessus O. P.-Cambridge, 1899[2].
- Hylyphantes nigriterminorum (Oi, 1960); trasferita al genere Neserigone Eskov, 1992.
- Hylyphantes torquipalpis (Oi, 1960); trasferita al genere Neserigone Eskov, 1992.